# Тересівка
Тересівка (пол. Teresówka ) — колишня німецька колонія на території Долинського району.

## Історія
Німецькі колоністи до Галичини прибули на запрошення австрійського імператора Йосифа ІІ (так звана йозифінська колонізація). На частині земель, що належали камері (державних землях), творилися німецькі поселення.
У 1880 році село належало до Долинського повіту Королівства Галичини та Володимирії Австро-Угорської імперії, в селі було 15 будинків і 114 мешканців (2 греко-католики, 107 римо-католиків і 5 інших визнань; 2 русини-українці, 108 німців і 4 поляки). Село входило до гміни (самоврядної громади) Велдіж.

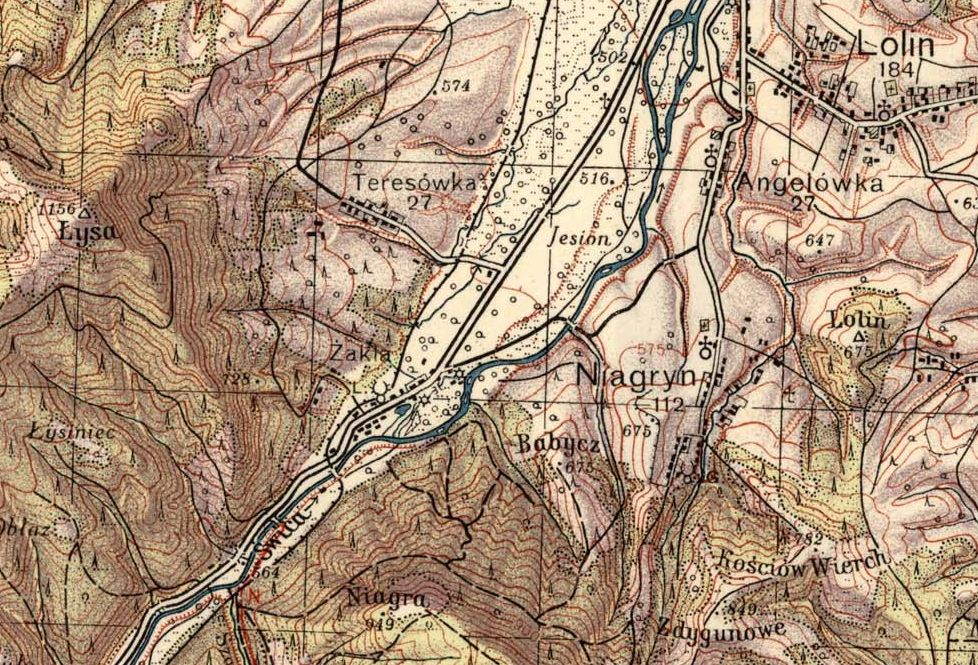
Колишнє село Тересівка

На карті 1929 року зазначена наявність 27 дворів у селі.
На 1 січня 1939 року село входило до ґміни Велдіж Долинського повіту Станиславівського воєводства Польської республіки, в селі мешкало 180 осіб (10 українців, 70 поляків та 100 німців). 17 січня 1940 року село включене до Вигодського району.
Німців радянською владою у 1940 році було депортовано до Вартегау (Німеччина) згідно із сумнозвісною угодою Молотова — Ріббентропа. У 1945 році репатрійовано поляків до Польщі за «Угодою про взаємний обмін населенням у прикордонних районах». 
У повоєнний час на території села тривала боротьба ОУН-УПА проти московських окупантів, задля позбавлення повстанців підтримки виселено українців і село припинило існування.